# Eunidia albonotata
Eunidia albonotata es una especie de escarabajo longicornio del género Eunidia, categorizada en la tribu Eunidiini, de la subfamilia Lamiinae. Fue descrita por Pic en 1933.

## Descripción
Mide 10 mm de longitud.

## Distribución
Se distribuye por India.